# 科尼瑟斯萊克 (紐約州)
科尼瑟斯萊克（英語：Conesus Lake）是位於美國紐約州利文斯頓縣的普查規定居民點。

## 人口
根據2020年美國人口普查的數據，科尼瑟斯萊克的面積為24.38平方千米，當中陸地面積為11.30平方千米，而水域面積為13.08平方千米。當地共有人口2270人，而人口密度為每平方千米93.11人。